# Lygodactylus manni
Espèce
Synonymes
- Lygodactylus picturatus ukerewensis Loveridge, 1935

Statut de conservation UICN

 LC  : Préoccupation mineure
Lygodactylus manni est une espèce de geckos de la famille des Gekkonidae.

## Répartition
Cette espèce se rencontre au Kenya et en Tanzanie.

## Étymologie
Cette espèce est nommée en l'honneur de William Montana Mann (1886–1960).

## Publication originale
- Loveridge, 1928 : Loveridge, A. 1928. Description of a new species of gecko from Tanganyika Territory, Africa. Proceedings of The United States National Museum, vol. 72, p. 1-2 (texte intégral).